# Gunnar Eide
Gunnar Eide (11. maj 1920 i Stavanger – 2. juli 2012 i Oslo) var en norsk sanger, skuespiller og impresario. Fra 1963 drev han sin egen impresariovirksomhed i Oslo og samme år lokkede han bl.a Jim Reeves til Oslo for at spille koncert. Han var teaterchef ved Stavanger Teater fra 1945 til 1947. Gunnar Eide var skuespiller ved Edderkoppen Teater fra 1955 til 1956 og ved Rogaland Teater i to perioder, først fra 1953 til 1955 og siden fra 1956 til 1960.

## Hæder
- Kongens fortjenstmedalje i guld 2000
- Æresmedlem i Den Norske Impresario Forening